# Isoperla burksi
Isoperla burksi är en bäcksländeart som beskrevs av Theodore Henry Frison 1942. Isoperla burksi ingår i släktet Isoperla och familjen rovbäcksländor. Inga underarter finns listade i Catalogue of Life.